# Georgi Slavkov
Georgi Slavkov (bulgare : Георги Славков) (né le 11 avril 1958 à Musomishte, petit village près de Gotsé Deltchev en Bulgarie et mort le 21 janvier 2014) est un footballeur professionnel bulgare.

## Biographie
Il inscrit 61 buts en 112 matchs à Botev Plovdiv entre 1976 et 1982. En 1981, il remporte le soulier d'or européen. Avec le CSKA Sofia où il joue de 1982 à 1986, avec 48 buts. Il joue ensuite en France à l'AS Saint-Étienne. Il finit sa carrière au Botev Plovdiv en 1993.
Entre 1978 et 1983, il joue 37 matchs pour la Bulgarie et inscrit 11 buts.
Slavkov décède subitement le 21 janvier 2014 à Plovdiv à la suite d'une crise cardiaque à l'âge de 55 ans.